# إيل وينتر
إيل وينتر (بالإنجليزية: Elle Winter)‏ هي مغنية مؤلفة وممثلة أمريكية، ولدت في 17 مايو 1999 في مانهاتن في الولايات المتحدة.

## وصلات خارجية
- الموقع الرسمي
- إيل وينتر على موقع IMDb (الإنجليزية)
- إيل وينتر على موقع ميوزك برينز (الإنجليزية)
- إيل وينتر على موقع قاعدة بيانات الفيلم (الإنجليزية)